# 437-й истребительный авиационный полк
437-й истребительный авиационный полк (437-й иап) — воинская часть Военно-воздушных сил (ВВС) Вооружённых Сил РККА, принимавшая участие в боевых действиях Великой Отечественной войны.

## Наименования полка

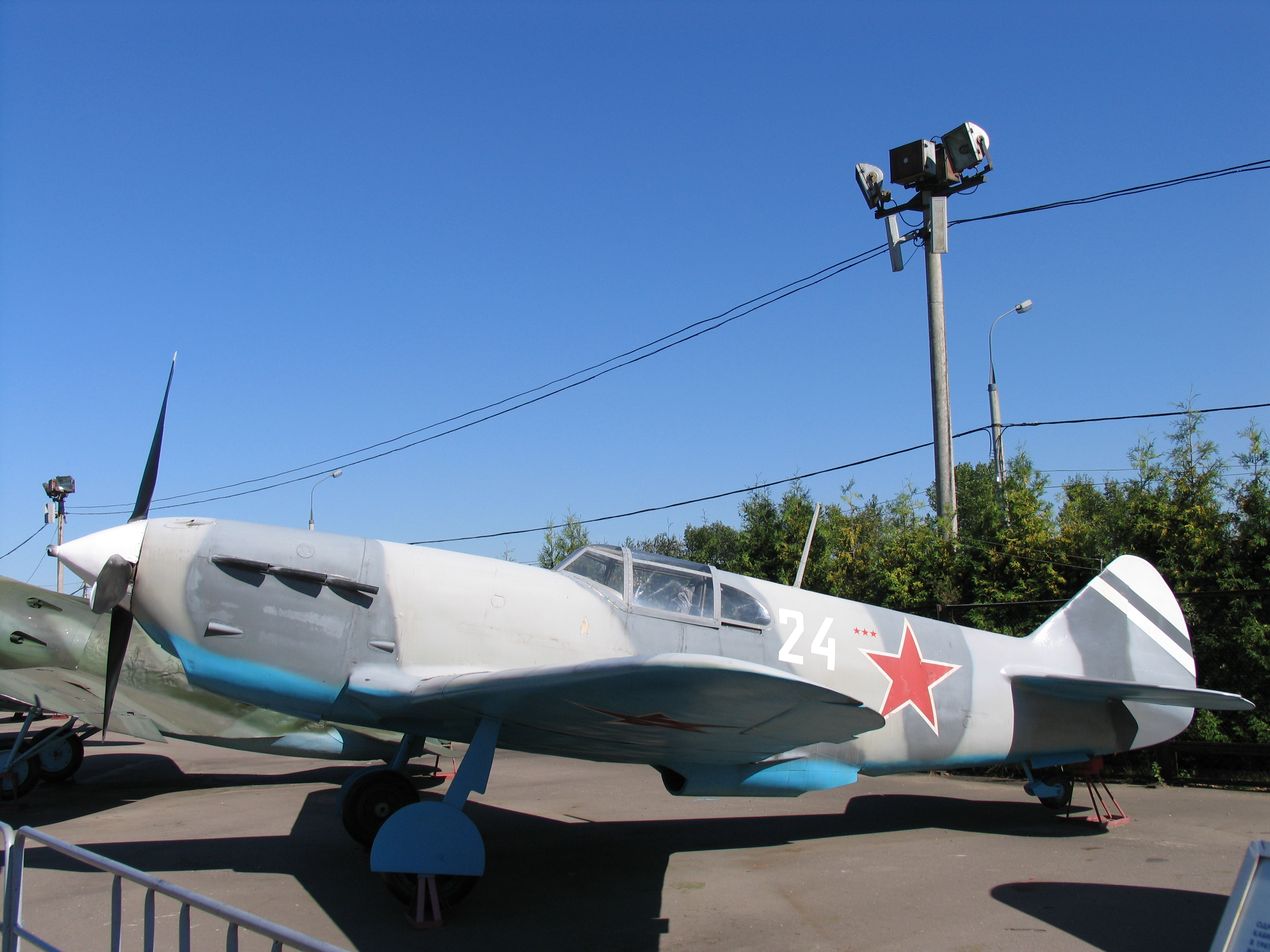
ЛаГГ-3

За весь период своего существования полк несколько раз менял своё наименование:
- 437-й истребительный авиационный полк;
- 113-й гвардейский истребительный авиационный полк;
- 113-й гвардейский истребительный авиационный Карпатский полк;
- 113-й гвардейский истребительный авиационный Карпатский ордена Суворова полк;
- 392-й гвардейский зенитный ракетный Карпатский ордена Суворова полк ПВО;
- Полевая почта 36703.

## Создание полка
437-й истребительный авиационный полк начал формироваться в Днепропетровской области 10 августа 1941 года. Дальнейшее формирование продолжилось в 11-м запасном истребительном авиационном полку (сначала в г. Ростов-на-Дону, затем в г. Кировобад). Окончательное формирование и обучение лётного состава завершено 20 февраля 1942 года в 11-м запасном истребительном авиационном полку Закавказского военного округа в г. Кировобад) на самолётах ЛаГГ-3.

## Переименование полка
437-й истребительный авиационный полк 24 августа 1943 года за образцовое выполнение боевых задач и проявленные при этом мужество и героизм на основании Приказа НКО СССР переименован в 113-й гвардейский истребительный авиационный полк.

## В действующей армии
В составе действующей армии:

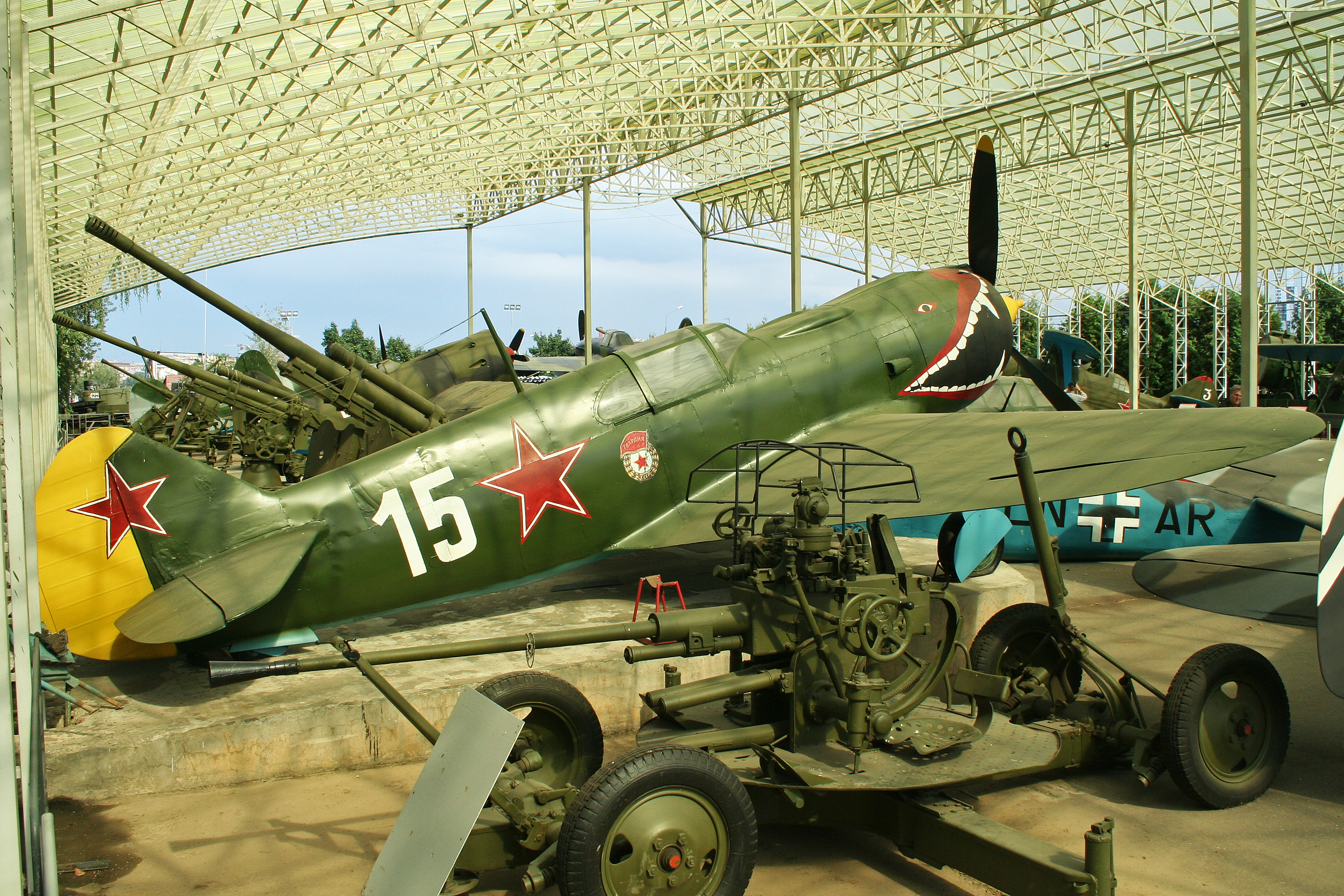
Ла-5

- с 23 мая 1942 года по 22 июня 1942 года, всего 30 дней,
- с 19 августа 1942 года по 24 октября 1942 года, всего 66 дней,
- с 11 ноября 1942 года по 24 августа 1943 года, всего 286 дней,

Итого — 382 дня

## Командиры полка
- майор, подполковник Хвостиков Максим Семёнович[3], 10.08.1941 — 24.06.1943
- майор Никифоров Борис Николаевич[3], 20.07.1943 — 02.10.1943
- майор, подполковник Чертов Сергей Иванович[3], 09.10.1943 — 10.1946

## В составе соединений и объединений
| Период        | Фронт (округ)                   | армия               | корпус                                 | дивизия                                             | примечание                                                             |
| ------------- | ------------------------------- | ------------------- | -------------------------------------- | --------------------------------------------------- | ---------------------------------------------------------------------- |
| 10.08.1941 г. | Северо-Кавказский военный округ | ВВС округа          |                                        | 11-й запасной истребительный авиационный полк       | Днепропетровская область, Ростов-на-Дону, формирование полка на ЛаГГ-3 |
| 20.02.1942 г. | Закавказский военный округ      | ВВС округа          |                                        | 11-й запасной истребительный авиационный полк       | Кировабад Азербайджанская ССР, ЛаГГ-3                                  |
| 01.03.1942 г. | Резерв ВГК                      |                     |                                        | 1-я резервная авиационная бригада                   | ЛаГГ-3                                                                 |
| 23.05.1942 г. | Западный фронт                  | 1-я воздушная армия |                                        | 234-я истребительная авиационная дивизия            | ЛаГГ-3                                                                 |
| 10.06.1942 г. | Юго-Западный фронт              | 8-я воздушная армия |                                        | 234-я истребительная авиационная дивизия            | ЛаГГ-3                                                                 |
| 22.06.1942 г. | Юго-Западный фронт              | 8-я воздушная армия |                                        | 234-я истребительная авиационная дивизия            | выведен с фронта на переучивание и доукомплектование                   |
| 07.07.1942 г. | Московский военный округ        | ВВС округа          |                                        | 1-й запасной истребительный авиационный полк        | Арзамас, Ла-5                                                          |
| 19.08.1942 г. | Сталинградский фронт            | 8-я воздушная армия |                                        | 287-я истребительная авиационная дивизия            | Ла-5                                                                   |
| 25.10.1942 г. | Московский военный округ        | ВВС округа          |                                        | 1-й запасной истребительный авиационный полк        | переформирован и доукомплектован, Арзамас, Ла-5                        |
| 11.11.1942 г. | Сталинградский фронт            | 8-я воздушная армия | 2-й смешанный авиационный корпус       | 201-я истребительная авиационная дивизия            | Ла-5                                                                   |
| 03.01.1943 г. | Южный фронт                     | 8-я воздушная армия | 2-й смешанный авиационный корпус       | 201-я истребительная авиационная дивизия            | Ла-5                                                                   |
| 17.04.1943 г. | Северо-Кавказский фронт         | 4-я воздушная армия | 2-й смешанный авиационный корпус       | 201-я истребительная авиационная дивизия            | Ла-5                                                                   |
| 13.07.1943 г. | Северо-Кавказский фронт         | 4-я воздушная армия | 10-й истребительный авиационный корпус | 201-я истребительная авиационная дивизия            | Ла-5                                                                   |
| 17.07.1943 г. | Воронежский фронт               | 2-я воздушная армия | 10-й истребительный авиационный корпус | 201-я истребительная авиационная дивизия            | Ла-5                                                                   |
| 24.08.1943 г. | Воронежский фронт               | 2-я воздушная армия | 10-й истребительный авиационный корпус | 10-я гвардейская истребительная авиационная дивизия | переименован в гвардейский, Ла-5                                       |

## Участие в операциях и битвах
- Харьковская операция — с 12 мая 1942 года по 25 мая 1942 года
- Сталинградская битва — с 19 августа 1942 года по 25 октября 1942 года, с 11 ноября 1942 года по 2 февраля 1943 года
- Ростовская операция — с 1 января 1943 года по 18 февраля 1943 года.
- Ворошиловградская операция — с 29 января 1943 года по 18 февраля 1943 года.
- Воздушное сражение на Кубани — с 17 апреля 1943 года по 7 июня 1943 года.
- Курская битва — с 5 июля 1943 года по 13 июля 1943 года.
- Изюм-Барвенковская операция — с 21 июля 1943 года по 27 июля 1943 года.
- Белгородско-Харьковская операция — с 3 августа 1943 года по 23 августа 1943 года.
- Донбасская операция — с 13 августа 1943 года по 24 августа 1943 года.

## Герои Советского Союза

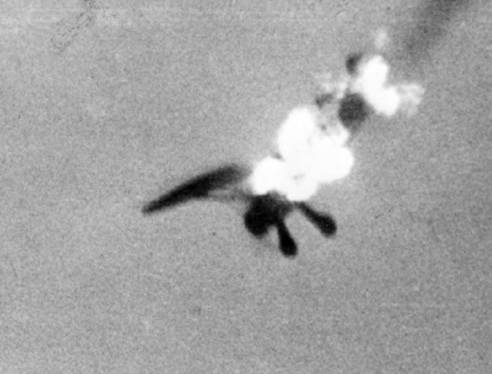
Henschel Hs 126

- Балясников Алексей Иванович, капитан, командир эскадрильи 437-го истребительного авиационного полка, представлен к званию Героя Советского Союза в составе 181-го гвардейского истребительного полка 15-й гвардейской истребительной авиационной дивизии 10-го истребительного авиационного корпуса 8-й воздушной армии 23 февраля 1945 года удостоен звания Героя Советского Союза. Золотая Звезда № 7315
- Дранищев Евгений Петрович, командир звена 437-го истребительного авиационного полка, представлен к званию Героя Советского Союза в составе 9-го гвардейского истребительного авиационного полка.
- Путько Николай Савельевич, командир звена 437-го истребительного авиационного полка, представлен к званию Героя Советского Союза в составе 106-го гвардейского истребительного авиационного полка.
- Орлов Виктор Николаевич, капитан, штурман 113-го гвардейского истребительного полка 10-й гвардейской истребительной авиационной дивизии 10-го истребительного авиационного корпуса 2-й воздушной армии 28 сентября 1943 года удостоен звания Героя Советского Союза. Награду не получил в связи с гибелью. Навечно зачислен в списки полка.
- Бойков Павел Михайлович, подполковник в отставке, бывший заместитель командира эскадрильи 113-го гвардейского истребительного полка 10-й гвардейской истребительной авиационной дивизии 10-го истребительного авиационного корпуса 8-й воздушной армии 21 сентября 1995 года удостоен звания Героя Российской Федерации.

## Первая подтверждённая победа в воздушном бою
Первая известная воздушная победа полка в Отечественной войне одержана командиром полка майором Хвостиковым М. С. В воздушном бою 14 июня 1942 года в районе д. Чёрное сбит немецкий разведчик Henschel Hs 126.

## Статистика боевых действий
Всего за годы Великой Отечественной войны полком:
| Выполнено боевых вылетов | Сбито самолётов в воздухе | Уничтожено самолётов всего |
| ------------------------ | ------------------------- | -------------------------- |
| 7128                     | 214                       | 214                        |

Свои потери:
| Потеряно самолётов, всего | Погибло лётчиков всего |
| ------------------------- | ---------------------- |
| 152                       | 71                     |

## Самолёты на вооружении
| Период      | Самолёты |
| ----------- | -------- |
| 1941 — 1942 | ЛаГГ-3   |
| 1942 — 1945 | Ла-5     |